# Клинци
Клинци́ (на руски: Клинцы́, на украински: Клинці) е град в Русия, административен център на Клинцовски район, Брянска област. Населението на града през 2012 година е 61 556 души.

## История
Клинци́ е основан през 1707 г. от избягали селяни – старообредци. През 1782 г.
Клинци́ става поселище, а през 1925 г. получава статут на град.
По време на Великата Отечествена война градът е окупиран от 20.08.1941 г. до 25.09.1943 г. По време на войната 8 жители на града стават герои на Съветския съюз.

## География
Клинци́ е разположен на река Туросна Картавая(Московка), на 170 километра западно от Брянск, на шосето Гомел-Брянск.

## Население
| Година | Население |
| ------ | --------- |
| 1866   | 7000      |
| 1920   | 14 100    |
| 1926   | 22 300    |
| 1939   | 40 600    |
| 1950   | 34 200    |
| 1960   | 43 800    |
| 1970   | 58 000    |
| 1979   | 68 500    |
| 1989   | 72 000    |
| 2002   | 67 300    |
| 2010   | 63 700    |
| 2012   | 61 556    |

Населението на града през 2012 година е 61 556 души, което прави града втори по численост на населението в Брянска област.

## Съвременен град
В града има хуманитарна академия, институт за междурегионални отношения, техникум по текстилна промишленост и педагогически колеж.
В града съществува филиал на Областния краеведски музей.

## Икономика
В града работят слведните предприятия: автокранов завод, авторемонтен завод, шивашка фабрика, трикотажна фабрика, комбинат за строителни материали, завод за телефонна апаратура, велозавод, фабрика за училищна мебел, завод „Метробетон“, предприятие за меки играчки „Рабит“, консервен завод и др.

## Исторически и културни забележителности
- Вила на фабриканта Сапожков. Днес един от корпусите на санаториума „Вюнки“ (XX век)
- Градски съвет, после Мъжка гимназия (началото на XX век)
- Храм „Николай Чудотворец“
- Църква „Св. Петър и Павел“
- Бившата Девическа гимназия
- Здание на бившето Търговско събрание
- Здание на Народния дом

- Сградата на бившия Градски съвет (XIX в.)
- Сградата на бившата женска гимназия (от началото на XX в.)
- Храм „Спаса Преображения“ (от началото на XIX в.)
- Домът на фабриканта Баришников (края на XIX в.)
- Домът на фабриканта Сапожков (от началото на XX в.)
- Сградата на търговското събрание (от началото на XX в.)
- Гастроном „Московский“) (от началото на XX в.)

## Побратимени градове
- Кюстендил, България